# Валуа, Арно
Арно Валуа (фр. Arnaud Valois; род. 29 февраля 1984, Лион, Франция) — французский актёр, получивший известность благодаря ролям Адриана в фильме «Как говорит Шарли» (2006) и Натана в фильме «120 ударов в минуту» (2017).

## Биография
Арно Валуа родился 29 февраля 1984 года в Лионе, Франция. В юности увлекся театром, играл в небольшой труппе, которая ставила спектакли в театре в пригороде Лиона. Получил степень бакалавра права, а затем изучал актерское мастерство в легендарной парижской театральной школе «Курсы Флоран».
Свою актерскую карьеру Арно начал в 2004 году с роли в короткометражном фильме Кристофа и Стефана Ботти «Со всеми согласен». В 2006 году сыграл роль Адриана в фильме Николь Гарсия «Как говорит Шарли», в котором также снялись актеры Жан-Пьер Бакри, Венсан Лэндон, Бенуа Пульворд и другие. Фильм был номинирован на «Золотую пальмовую ветвь» на Каннском международном кинофестивале, где получил множество восторженных отзывов.
Позже Валуа снялся в лентах «Дочь линии метро» (2009) режиссера Андре Тешине, «Глаза его матери» и «Глаза находят глаза» (оба вышли в 2011), после чего решил взять перерыв в своей карьере.
В 2017 году, после нескольких лет перерыва, актёр снова вернулся к своей карьере и сыграл главную роль в фильме Робена Кампийо «120 ударов в минуту», который получил «Квир-пальмовую ветвь за освещение ЛГБТ-темы в кино», «Гран-при жюри» и «Приз Франсуа Шале» на 70-м Каннском кинофестивале. За роль в фильма Арно Валуа был номинирован на соискание Премии «Люмьер» в 2018 году как «Многообещающий актер», и в ноябре 2017 года стал одним из претендентов на номинацию в категории «самый Перспективный актер» французской национальной кинопремии «Сезар» 2018 года.